# CIG Pannónia
A CIG Pannónia Életbiztosító Nyrt. egy magyar multinacionális pénzügyi szolgáltató cég, amelynek székhelye Budapesten található. Fő tevékenysége és fókusza az élet- és nem életbiztosítás. A CIG Pannónia jelenleg Magyarországon, Romániában és Szlovákiában folytat életbiztosítási tevékenységet.

## Története

### Alapítás
A társaságot 2007. október 26-án közismert és elismert magyar közéleti személyek és biztosítási szakértők alapították; eredeti neve CIG Közép-európai Biztosítótársaság volt. A CIG alapítását a Lehman Brothers amerikai befektetési bank támogatta. Sikeres partnerkapcsolatot folytatott a Brokernettel, az egyik legnagyobb magyar pénzügyi ügynökséggel. 2008-ban a társaság piacvezetővé vált olyan niche-piacokon, mint a rendszeres prémium, a befektetési alaphoz kötött életbiztosítási termékek, és 13 millió dollár forgalommal zárta az évet. 2009-ben a CIG-nek 3 százalékos piaci részesedése volt a belföldi életbiztosításban, és több mint 40 millió dollár árbevételt generált.
2010. január 1-jén a társaság megváltoztatta nevét CIG Pannónia Life Insurance Ltd.-re. Ugyanebben az évben a biztosító részvénytársasággá alakult. A társaság részvényeit azóta a Budapesti Értéktőzsdén jegyzik. Az első kereskedési nap 2010. november 8 volt.
2011 és 2015 között a CIG elindította 100%-ban nem-életbiztosítással foglalkozó leányvállalatát, amely a belföldi kkv-kra, az állami intézményekre, valamint a helyi hatóságokra, a vállalatokra, a szakmai kamarákra és az egyesületekre koncentrál. Az évek során a leányvállalat növekedett és nyereséges maradt. Ugyanakkor, 2015 volt az az év, amikor a CIG a becsődölt Brokernet hatására, minden idők legalacsonyabb tőzsdei árfolyamára zuhant, 135 forinttal. Ez sok lakossági, egyedi  tőzsdei befektető kiábrándulását eredményezte. Ennek eredményeként a részvény 2016-ban népszerűtlen befektetéssé vált. 2016 és 2018 között a társaság egy új intézményi befektetőre, a Konzlum Plc-re talált, akik. 24,85%-os részesedést vásároltak a CIG-ben, amely 400-500 forint közötti részvényárfolyamot eredményezett.

### Regionális terjeszkedés
A Társaság regionális terjeszkedésének első lépése a termékek Romániában történő értékesítésének elindítása volt 2009 májusában. Később, 2010 szeptemberében, a társaság Szlovákiában is megkezdte értékesítési tevékenységét. 2010. szeptember 1-jén a társaság részvénytársasággá vált, ma CIG Pannónia Életbiztosító Nyrt. a neve. A 2010. októberi részvényelőjegyzési  rendkívül sikeres volt, és óriási érdeklődés koronázta. Később, az első nyilvános ajánlattétel után a Társaság kérvényezte bejegyzését a Budapesti Értéktőzsdére, és 2011 óta megtalálható a BÉT tőzsdepiacán.
2012 áprilisában a CIG határokon átívelő szolgáltatást indított Lengyelországban a nem életbiztosítási szegmensben. Lengyelországot a balti országok követték 2013-ban. A társaság 2014 szeptemberében folytatta el határokon átnyúló szolgáltatásait a nem-élet szegmensben Olaszországban és 2017 szeptemberében Spanyolországban.

## Tulajdonosok és menedzsment
Járai Zsigmond volt pénzügyminisztert és a központi bank elnökét nevezték ki a tulajdonosokat képviselő felügyelőbizottság elnökévé. Horváth Bélát, számos magyar biztosítótársaság egykori vezérigazgatóját nevezték ki az igazgatóság elnökévé. A vezérigazgató tisztségét 2012. április 18-a óta dr. Csurgó Ottó látja el, aki egyben a CIG Pannónia Első Magyar Általános Biztosító Nyrt. vezérigazgatója is. A társaság szellemileg örököse a Lévay Henrik által 1857-ben alapított Első Magyar Általános Biztosító Társaságnak. Abban az időben, akárcsak manapság, Magyarországról hiányzott egy magyar vezetőség által működtetett biztosítótársaság, amely a magyar piacra összpontosít, elismert és hiteles magyar személyiségek üzemeltetik és magyar magántulajdonban van. Akkoriban, csakúgy, mint ma, szükség volt egy professzionális vezetőre, aki ismeri a helyi gazdaságot és a biztosítási piac lehetőségeit, aki rendelkezik egy teljes új biztosítótársaság felépítéséhez szükséges szervezeti ismeretekkel, aki mögött jelentős múltbeli eredmények állnak, és aki képes meggyőzni a jelentős befektetőket, hogy támogassák az új, magyar biztosítótársaság alapításának ügyét.
A társaság 2020 szeptemberében felszámolta magyarországi leányvállalatát, a CIG Pannónia Pénzügyi Közvetítő Zrt-t, amelyben ezt követően a Keszthelyi Erik és Mészáros Lőrinc tulajdonában álló Hungarikum Alkusz Kft szerzett 25%-os részesedést. 2020. október 1-jétől Fedák István vette át a vezérigazgatói posztot, Kádár Gabriellát váltotta, aki korábban 6 évig töltötte be ezt a pozíciót. 2021 januárjától Polányi Zoltán lett az igazgatóság elnöke, és  Fedák mellett a másik vezérigazgató.
A CIG Pannónia 2021 októberében jelentette be, hogy a Hungarikum Biztosítási Alkusz Kft. megszerezte a tőzsdei cégben a szavazati jogot biztosító  részvények 55,5 százalékát, többségi tulajdonos lett.  A Hungarikum 2022 szeptemberében további másfél százalékkal növelte tulajdoni részesedését.

## Fordítás
- Ez a szócikk részben vagy egészben  a   CIG Pannonia című angol Wikipédia-szócikk ezen változatának fordításán alapul.  Az eredeti cikk szerkesztőit annak laptörténete sorolja fel. Ez a jelzés csupán a megfogalmazás eredetét és a szerzői jogokat jelzi, nem szolgál a cikkben szereplő információk forrásmegjelöléseként.